# 不安定な神様
「不安定な神様」（ふあんていなかみさま）は、Suaraの楽曲で、11枚目のシングル。2015年11月4日にフィックスレコードから発売された。

## 概要
表題曲は、TVアニメ『うたわれるもの 偽りの仮面』の第1期オープニングテーマ、カップリングの「ユメカウツツカ」は同第1期エンディングテーマとして使用された。
初回限定盤と通常盤の二形態でのリリース。初回限定盤は特製スリーブ仕様で、表題曲のミュージックビデオを収録したDVDが付属している。初回限定盤の特製スリーブおよび通常盤ジャケットには、タイアップ作品『うたわれるもの 偽りの仮面』の主人公ハクとヒロインクオンが描かれている。
アニメ主題歌ではあるが、『うたわれるもの 偽りの仮面』の続編であるPS4ソフト『うたわれるもの 二人の白皇』においては劇中BGM「不安定な神様・劇伴」として使用されている。（このバージョンは『うたわれるもの 二人の白皇 ADDITIONAL SOUNDTRACK』に収録されている）

## 収録曲

### CD
1. 不安定な神様
作詞：須谷尚子、作曲：下川直哉、編曲：小林俊太郎
  - TVアニメ『うたわれるもの 偽りの仮面』オープニングテーマ。
2. ユメカウツツカ
作詞：巽明子、作曲・編曲：松岡純也
  - TVアニメ『うたわれるもの 偽りの仮面』エンディングテーマ。
3. 花鳥風月
作詞：巽明子、作曲・編曲：衣笠道雄

### DVD（初回限定盤のみ）
1. 不安定な神様 （MUSIC VIDEO）

### 収録アルバム
不安定な神様
- うたわれるもの 偽りの仮面 & 二人の白皇 歌集
- うたわれるもの 偽りの仮面 ゲーム & アニメ オリジナルサウンドトラック - TV Ver.

ユメカウツツカ
- うたわれるもの 偽りの仮面 & 二人の白皇 歌集
- うたわれるもの 偽りの仮面 ゲーム & アニメ オリジナルサウンドトラック - TV Ver.

花鳥風月
アルバム未収録